# Gaillardbois-Cressenville
Gaillardbois-Cressenville és un municipi francès situat al departament de l'Eure i a la regió de Normandia. L'any 2007 tenia 357 habitants.

## Demografia

### Població
El 2007 la població de fet de Gaillardbois-Cressenville era de 357 persones. Hi havia 137 famílies, de les quals 25 eren unipersonals (17 homes vivint sols i 8 dones vivint soles), 62 parelles sense fills i 50 parelles amb fills.
La població ha evolucionat segons el següent gràfic:
Habitants censats

### Habitatges
El 2007 hi havia 170 habitatges, 139 eren l'habitatge principal de la família, 28 eren segones residències i 3 estaven desocupats. Tots els 168 habitatges eren cases. Dels 139 habitatges principals, 127 estaven ocupats pels seus propietaris, 8 estaven llogats i ocupats pels llogaters i 4 estaven cedits a títol gratuït; 9 tenien dues cambres, 27 en tenien tres, 38 en tenien quatre i 64 en tenien cinc o més. 90 habitatges disposaven pel capbaix d'una plaça de pàrquing. A 51 habitatges hi havia un automòbil i a 71 n'hi havia dos o més.

### Piràmide de població
La piràmide de població per edats i sexe el 2009 era:
| Homes | Edats   | Dones |
| ----- | ------- | ----- |
| 0     | 95 o +  | 0     |
| 0     | 90 a 94 | 0     |
| 0     | 85 a 89 | 8     |
| 0     | 80 a 84 | 0     |
| 4     | 75 a 79 | 4     |
| 4     | 70 a 74 | 0     |
| 8     | 65 a 69 | 8     |
| 8     | 60 a 64 | 4     |
| 0     | 55 a 59 | 0     |
| 12    | 50 a 54 | 8     |
| 12    | 45 a 49 | 16    |
| 12    | 40 a 44 | 16    |
| 12    | 35 a 39 | 8     |
| 16    | 30 a 34 | 12    |
| 4     | 25 a 29 | 16    |
| 12    | 20 a 24 | 0     |
| 8     | 15 a 19 | 12    |
| 12    | 10 a 14 | 16    |
| 16    | 5 a 9   | 12    |
| 12    | 0 a 4   | 16    |

## Economia
El 2007 la població en edat de treballar era de 220 persones, 175 eren actives i 45 eren inactives. De les 175 persones actives 158 estaven ocupades (90 homes i 68 dones) i 16 estaven aturades (6 homes i 10 dones). De les 45 persones inactives 12 estaven jubilades, 10 estaven estudiant i 23 estaven classificades com a «altres inactius».

### Ingressos
El 2009 a Gaillardbois-Cressenville hi havia 163 unitats fiscals que integraven 422 persones, la mediana anual d'ingressos fiscals per persona era de 18.178 €.

### Activitats econòmiques
Dels 10 establiments que hi havia el 2007, 1 era d'una empresa extractiva, 5 d'empreses de construcció, 2 d'empreses de comerç i reparació d'automòbils i 2 d'entitats de l'administració pública.
Dels 7 establiments de servei als particulars que hi havia el 2009, 1 era un taller de reparació d'automòbils i de material agrícola, 1 paleta, 3 fusteries, 1 lampisteria i 1 empresa de construcció.
L'any 2000 a Gaillardbois-Cressenville hi havia 8 explotacions agrícoles que ocupaven un total de 620 hectàrees.

## Equipaments sanitaris i escolars
El 2009 hi havia una escola maternal integrada dins d'un grup escolar amb les comunes properes formant una escola dispersa.

## Poblacions més properes
El següent diagrama mostra les poblacions més properes.